# Is This the Life We Really Want?
Is This the Life We Really Want? – piąty solowy album Rogera Watersa byłego lidera zespołu Pink Floyd, wydany 2 czerwca 2017.
Jest to pierwszy od 25 lat pełny solowy album artysty od czasu wydania w 1992 roku albumu Amused to Death.
Jest to również pierwszy od 12 lat studyjny album tego artysty od czasu wydania w 2005 roku albumu Ça Ira.
Singlami z tej płyty są utwory: „Smell the Roses”, „Déjà Vu” i „The Last Refugee”.
Album zadebiutował na pierwszym miejscu listy sprzedaży w Polsce i osiągnął certyfikat złotej płyty.

## Lista utworów
Wszystkie utwory zostały napisane przez Rogera Watersa.
1. „When We Were Young” – 1:38
2. „Déja Vu” – 4:27
3. „The Last Refugee” – 4:12
4. „Picture That” – 6:27
5. „Broken Bones” – 4:57
6. „Is This the Life We Really Want?” – 5:55
7. „Bird in a Gale” – 5:31
8. „The Most Beautiful Girl In The World” – 6:09
9. „Smell the Roses” – 5:15
10. „Wait for Her” – 4:56
11. „Oceans Apart” – 1:07
12. „A Part of Me Died” – 3:12